# Topacolme
Topacolme (Tapacolme, Tapalcolme), pleme Concho Indijanaca nastanjeno u kasnom 17. i ranom 18. stoljeću u području Trans-Pecosa, na obje obale Rio Grande, i po svoj prilici blizu budućeg Redforda u Teksasu. Jedno naselje Pescado Indijanaca sjeverno od Meksika, blizu Redforda poznato je kao Tapacolme, što bi se moglo protumačiti da je Pescado tek alternativni naziv za Topacolme. John Reed Swanton koji Pescadose (Riblji narod; Gente de Pescado) klasificira u Coahuiltecane, ovdje griješi. 
Za Pescadose je poznato da su u kasnom 18.stoljeću apsorbirani od španjolske govorne populacije u sjevernoj Chihuahui. 

## Vanjske poveznice
- Topacolme Indians
- Pescado Indians